# لورا رمزي
لورا رمزي (بالإنجليزية: Laura Ramsey)‏ مواليد 14 نوفمبر 1982، هي ممثلة أمريكية عرفت بأدوارها في أفلام : هي الرجل (2006)، كل ما تريده لولا (2007)، هل أنت هنا (2014)، و غيرها.

## روابط خارجية
- لورا رمزي على موقع IMDb (الإنجليزية)
- لورا رمزي على موقع ألو سيني (الفرنسية)
- لورا رمزي على موقع أول موفي (الإنجليزية)
- لورا رمزي على موقع قاعدة بيانات الأفلام السويدية (السويدية)
- لورا رمزي على موقع إن إن دي بي (الإنجليزية)
- لورا رمزي على موقع قاعدة بيانات الفيلم (الإنجليزية)
- لورا رمزي على موقع كينوبويسك (الروسية)